# S型貨物船
本項でのS型貨物船とは、日本郵船が運航した貨物船のクラスの一つで、1938年（昭和13年）から1941年（昭和16年）の間に三菱長崎造船所と三菱重工業横浜船渠で7隻が建造された。N型貨物船、A型貨物船に続く日本郵船における高速ディーゼル貨物船の第三世代のクラスとして建造され、一部は優秀船舶建造助成施設の適用を受けた。世界一周航路などに就航する予定となっていたが第二次世界大戦勃発により果たせず、一部の船は商業航海の機会を得られなかった。太平洋戦争では全船が日本海軍と日本陸軍に徴傭され、すべて戦没した。
本項では、主に建造までの背景や特徴などについて説明し、船歴については略歴の形で一覧としてまとめている。単独項目として作成されている船に関しては、そちらも参照されたい。

## 建造までの背景
ニューヨーク航路向けのN型貨物船を6隻、欧州航路向けのA型貨物船を5隻建造した日本郵船では、かねてから東西両周りの世界一周航路を計画していた。そこに、海外の船会社との競争のためにその基盤をさらに固める必要性と、ニューヨークおよび欧州各航路向け貨物船のさらなる刷新を狙う意図が組み合わさり、A型貨物船の改良型7隻の建造を計画した。これがS型貨物船である。日本郵船では、N型、A型とS型合わせて18隻で運営する世界一周航路の開設計画を飛躍の第1期に位置付けており、おそらくは続く計画もあったであろうが、整備途上で第二次世界大戦が勃発し、第1期の計画すら実現を見なかった。建造に際しては、「佐渡丸」と「佐倉丸」が優秀船舶建造助成施設の適用を受けて建造されたが、このうち「佐倉丸」は近海郵船の名義で建造された。N型、A型と同様に、船名の頭文字は、すべて「S」からはじまる地名に統一されている。

## 一覧
| 船名   | 建造所                      | 起工           | 進水           | 竣工           | 備考・出典               |
| ------ | --------------------------- | -------------- | -------------- | -------------- | ------------------------ |
| 崎戸丸 | 三菱長崎造船所              | 1938年4月16日  | 1938年10月27日 | 1939年1月20日  | [ 4 ]                    |
| 讃岐丸 | 三菱長崎造船所              | 1938年8月29日  | 1939年2月8日   | 1939年5月1日   | [ 4 ]                    |
| 佐渡丸 | 三菱長崎造船所              | 1938年10月15日 | 1939年4月8日   | 1939年6月30日  | 優秀船舶建造助成施設適用 |
| 相模丸 | 三菱長崎造船所→三菱横浜船渠 | 1939年5月2日   | 1939年11月27日 | 1940年7月6日   | [ 4 ]                    |
| 相良丸 | 三菱長崎造船所→三菱横浜船渠 | 1939年6月23日  | 1940年3月23日  | 1940年11月12日 | [ 3 ] [ 4 ]              |
| 笹子丸 | 三菱長崎造船所→三菱横浜船渠 | 1940年3月27日  | 1941年3月13日  | 1941年6月28日  | [ 3 ] [ 4 ]              |
| 佐倉丸 | 三菱長崎造船所              | 1939年8月5日   | 1939年12月13日 | 1940年3月30日  | 優秀船舶建造助成施設適用 |

「相模丸」、「相良丸」および「笹子丸」は、建造所が三菱長崎造船所から三菱横浜船渠に振り替えられた。また、「笹子丸」の読みは、『日本汽船名簿』によれば「ささごまる」ではなく「ささこまる」である。

## 特徴・就役
船型は前級のA型貨物船のうち、「吾妻丸」に似通った遮浪甲板型が採用された。遮浪甲板型の船には減トン甲板口と呼ばれる開口部がある。総トン数算定の際、遮浪甲板と上甲板間の容積をトン数から除外するため設けられるためのものであるが、S型貨物船のうち「崎戸丸」、「讃岐丸」、「相模丸」および「笹子丸」が竣工後に開口部を閉じて総トン数を増加させている。この4隻の1隻あたりの総トン数は9,000トンを超え、太平洋戦争前の日本郵船の貨物船の中でN型、A型はもとよりT型貨物船をもしのいで最も大型の船となった。貨客船以外の日本郵船の所有船のなかでもこれを超えたのは、戦争中に建造された陸軍特殊船の「吉備津丸」（9,575トン）を除くと、1955年（昭和30年）から建造された二代目のS型貨物船まで待たなければならなかった。
ディーゼルエンジンは、N型貨物船と同様に建造所が三菱長崎造船所と三菱横浜船渠に分かれた関係で、二系統のエンジンを搭載している。三菱横浜船渠建造分はMAN社系統のエンジンを搭載していたが、三菱長崎造船所建造分は従来のスルザー社系統の機関から脱し、独自開発になるMS型単働式エンジンを搭載した。エンジンの基数も2基となり、最大出力は1万馬力前後となって20ノットに迫る最高速力を実現した。
S型貨物船各船の竣工時期は第二次世界大戦勃発を挟んでいたため、上述のように予定されていた東西両周り世界一周航路には就けず、従前から開設していた東回り世界一周航路、また南米航路に就航したが、「相良丸」と「笹子丸」は、ついに商業航海の機会を与えられなかった。
S型貨物船7隻は日本陸軍に5隻、日本海軍に2隻が徴傭され、日本海軍徴傭分の「讃岐丸」と「相良丸」は、いずれも特設水上機母艦となった。また、日本陸軍徴傭分の5隻のうち、「佐倉丸」は防空基幹船となった。その「佐倉丸」はバタビア沖海戦時の味方からの誤射で沈没し、「佐渡丸」と「笹子丸」はガダルカナル島の戦いで戦没。「相模丸」と「崎戸丸」は潜水艦の雷撃で沈没した。「讃岐丸」と「相良丸」はのちに特設運送艦に転じたが、いずれも潜水艦の雷撃で失われ、戦争終結後の残存船はなかった。なお、「佐倉丸」は日本郵船が貨物船隊刷新のために建造したN型、A型およびS型を合わせた18隻中の最初の喪失船であり、「讃岐丸」は最後の残存船にあたる。

## 行動略歴
| 崎戸丸 | 1939年から1941年           | 東回り世界一周航路                                                                         |
| 崎戸丸 | 1941年8月15日              | ペルー・モエンド沖で座礁した日本郵船「有馬丸」救助のため、現地着                           |
| 崎戸丸 | 1941年10月9日              | 「有馬丸」を曳航してカヤオ出港                                                             |
| 崎戸丸 | 1941年11月20日             | 横浜着                                                                                     |
| 崎戸丸 | 1941年12月3日              | 日本陸軍に徴傭                                                                             |
| 崎戸丸 | 1941年12月8日              | シンゴラ上陸作戦                                                                           |
| 崎戸丸 | 1942年10月12日             | ラバウル出撃。第一次ガダルカナル島向け強行輸送                                             |
| 崎戸丸 | 1942年10月14日から15日     | ガダルカナル島タサファロングで強行揚陸                                                     |
| 崎戸丸 | 1943年1月28日から2月3日    | 第10船団（幌筵島→アッツ島→幌筵島）                                                         |
| 崎戸丸 | 1943年3月7日から3月13日    | 第21船団イ（幌筵島→アッツ島→幌筵島）                                                       |
| 崎戸丸 | 1943年3月23日              | 第21船団ロ加入、幌筵島出撃                                                                 |
| 崎戸丸 | 1943年3月27日              | アッツ島沖海戦により輸送作戦中止                                                           |
| 崎戸丸 | 1943年10月30日             | 上海航路貨客船「上海丸」（東亜海運、5,259トン）と衝突、「上海丸」は沈没                    |
| 崎戸丸 | 1944年2月29日から3月1日    | アメリカ潜水艦「トラウト」の雷撃により沈没。「トラウト」も護衛の駆逐艦「朝霜」の攻撃で沈没 |
| 讃岐丸 | 1939年から1941年           | 東回り世界一周航路                                                                         |
| 讃岐丸 | 1941年8月17日              | 日本海軍に徴傭                                                                             |
| 讃岐丸 | 1941年9月5日               | 特設水上機母艦                                                                             |
| 讃岐丸 | 1941年12月8日              | バタン諸島攻略戦                                                                           |
| 讃岐丸 | 1942年1月                  | バリクパパン攻略戦                                                                         |
| 讃岐丸 | 1942年1月27日              | バリクパパン沖で爆撃を受け小破                                                             |
| 讃岐丸 | 1942年9月24日              | ショートランドで爆撃を受け小破                                                             |
| 讃岐丸 | 1943年1月                  | 丙号輸送作戦                                                                               |
| 讃岐丸 | 1943年3月21日              | アメリカ潜水艦「フィンバック」の雷撃を受け損傷                                             |
| 讃岐丸 | 1943年6月9日から9月24日    | 三菱長崎造船所で復旧工事と艤装替え工事                                                     |
| 讃岐丸 | 1943年12月4日              | ケンダリ近海で触雷                                                                         |
| 讃岐丸 | 1944年12月10日から12月17日 | タモ32船団（高雄→門司。戦艦「武蔵」生存者便乗）                                            |
| 讃岐丸 | 1945年1月26日              | ヒ91船団に加入して門司出港                                                                 |
| 讃岐丸 | 1945年1月28日              | アメリカ潜水艦「スペードフィッシュ」の雷撃を受け沈没                                       |
| 讃岐丸 | 1945年3月10日              | 除籍・解傭                                                                                 |
| 佐渡丸 | 1939年から1941年           | 東回り世界一周航路など                                                                     |
| 佐渡丸 | 1941年2月8日               | 日本陸軍に徴傭                                                                             |
| 佐渡丸 | 1941年12月8日              | シンゴラ上陸作戦                                                                           |
| 佐渡丸 | 1942年2月14日              | バンカ島ムントク攻略戦                                                                     |
| 佐渡丸 | 1942年10月12日             | ラバウル出撃。第一次ガダルカナル島向け強行輸送                                             |
| 佐渡丸 | 1942年10月14日から15日     | ガダルカナル島タサファロングで強行揚陸                                                     |
| 佐渡丸 | 1942年11月12日             | ショートランド出撃                                                                         |
| 佐渡丸 | 1942年11月14日             | ラッセル諸島沖で爆撃を受け被弾し、ショートランドに反転                                     |
| 佐渡丸 | 1942年11月18日             | ショートランドで爆撃を受け横転沈没                                                         |
| 相模丸 | 1940年から1941年           | 南米西岸航路                                                                               |
| 相模丸 | 1941年9月11日              | 日本陸軍に徴傭                                                                             |
| 相模丸 | 1941年12月8日              | パタニ上陸作戦                                                                             |
| 相模丸 | 1941年12月末               | 広東着                                                                                     |
| 相模丸 | 1942年2月18日              | マカッサル出撃。バリ島攻略戦                                                               |
| 相模丸 | 1942年2月19日              | 爆撃を受け中破。アメリカ潜水艦「シーウルフ」の雷撃を受ける。                               |
| 相模丸 | 1942年10月30日             | ダバオ着                                                                                   |
| 相模丸 | 1942年11月3日              | ダバオ湾タロモ沖でアメリカ潜水艦「シーウルフ」の雷撃を受け沈没                             |
| 相良丸 | 1941年1月16日から9月11日   | 日本海軍に徴傭                                                                             |
| 相良丸 | 1941年9月11日              | 日本海軍に徴傭（裸用船）                                                                   |
| 相良丸 | 1941年9月20日              | 特設水上機母艦                                                                             |
| 相良丸 | 1941年12月から1942年2月    | マレー作戦支援                                                                             |
| 相良丸 | 1942年3月から1942年12月    | マラッカ海峡、アンダマン諸島方面哨戒                                                       |
| 相良丸 | 1942年12月1日              | 特設運送艦                                                                                 |
| 相良丸 | 1943年1月                  | 丙号輸送作戦                                                                               |
| 相良丸 | 1943年6月23日              | アメリカ潜水艦「ハーダー」の雷撃により大破、天竜川河口に座礁                               |
| 相良丸 | 1943年7月4日               | アメリカ潜水艦「ポンパーノ」の雷撃により損傷                                               |
| 相良丸 | 1943年9月1日               | 船体放棄、除籍・解傭                                                                       |
| 笹子丸 | 1941年7月8日               | 日本陸軍に徴傭                                                                             |
| 笹子丸 | 1941年11月5日              | 門司出港                                                                                   |
| 笹子丸 | 1941年12月8日              | シンゴラ上陸作戦                                                                           |
| 笹子丸 | 1942年2月18日              | マカッサル出撃。バリ島攻略戦                                                               |
| 笹子丸 | 1942年3月2日               | 蘭印作戦                                                                                   |
| 笹子丸 | 1942年5月25日              | 武功章授与                                                                                 |
| 笹子丸 | 1942年10月12日             | ラバウル出撃。第一次ガダルカナル島向け強行輸送                                             |
| 笹子丸 | 1942年10月15日             | ガダルカナル島タサファロングで強行揚陸中、爆撃を受けて擱坐                                 |
| 佐倉丸 | 1940年から1941年           | 商業航海                                                                                   |
| 佐倉丸 | 1941年1月21日から6月5日    | 日本陸軍に徴傭                                                                             |
| 佐倉丸 | 1941年7月12日              | 日本陸軍に徴傭、防空基幹船に指定                                                           |
| 佐倉丸 | 1941年12月8日              | コタバル上陸作戦中に爆撃を受け損傷                                                         |
| 佐倉丸 | 1942年2月18日              | 蘭印作戦                                                                                   |
| 佐倉丸 | 1942年3月1日               | バタビア沖海戦のさ中に、味方魚雷が命中して横転沈没                                         |

## 要目一覧
| 船名   | 総トン数/ (載貨重量トン数) | 全長/垂線間長 | 型幅   | 型深   | 主機/馬力（最大）                         | 最大速力    | 出典   |
| ------ | -------------------------- | ------------- | ------ | ------ | ----------------------------------------- | ----------- | ------ |
| 崎戸丸 | 9,245 トン （10,042トン）  | 147.19 m Lpp  | 19.0 m | 12.5 m | 三菱MS型 ディーゼル機関2基2軸 10,989 馬力 | 19.7 ノット | [ 51 ] |
| 讃岐丸 | 9,246 トン （9,923トン）   | 147.19 m Lpp  | 19.0 m | 12.5 m | 三菱MS型 ディーゼル機関2基2軸 10,858 馬力 | 19.7 ノット | [ 52 ] |
| 佐渡丸 | 7,179 トン （9,426トン）   | 146.20 m Lpp  | 19.0 m | 9.80 m | 三菱MS型 ディーゼル機関2基2軸 10,614 馬力 | 19.6 ノット | [ 53 ] |
| 相模丸 | 9,264 トン （9,450トン）   | 146.20 m Lpp  | 19.0 m | 9.80 m | MAN型 ディーゼル機関2基2軸 11,164 馬力    | 19.8 ノット | [ 54 ] |
| 相良丸 | 7,189 トン （9,482トン）   | 146.20 m Lpp  | 19.0 m | 9.80 m | MAN型 ディーゼル機関2基2軸 10,512 馬力    | 18.4 ノット | [ 55 ] |
| 笹子丸 | 9,258 トン （9,955トン）   | 147.19 m Lpp  | 19.0 m | 12.5 m | MAN型 ディーゼル機関2基2軸 10,958 馬力    | 19.8 ノット | [ 5 ]  |
| 佐倉丸 | 7,170 トン （9,415トン）   | 146.20 m Lpp  | 19.0 m | 9.8 m  | 三菱MS型 ディーゼル機関2基2軸 10,824 馬力 | 19.5 ノット | [ 56 ] |